# العلاقات الإسرائيلية البلجيكية
العلاقات الإسرائيلية البلجيكية هي العلاقات الثنائية التي تجمع بين إسرائيل وبلجيكا.

## مقارنة بين البلدين
هذه مقارنة عامة ومرجعية للدولتين:
| وجه المقارنة                                              | إسرائيل                                                             | بلجيكا                                                                              |
| --------------------------------------------------------- | ------------------------------------------------------------------- | ----------------------------------------------------------------------------------- |
| المساحة (كم2)                                             | 20.77 ألف                                                           | 30.53 ألف                                                                           |
| عدد السكان (نسمة)                                         | 8.89 مليون                                                          | 11.37 مليون                                                                         |
| الكثافة السكانية (ن./كم²)                                 | 428.02                                                              | 372.42                                                                              |
| العاصمة                                                   | القدس                                                               | بروكسل                                                                              |
| اللغة الرسمية                                             | اللغة العبرية، اللغة العربية                                        | اللغة الهولندية، لغة فرنسية، اللغة الألمانية                                        |
| العملة                                                    | شيكل إسرائيلي جديد، شيكل إسرائيلي قديم، جنيه فلسطيني، جنيه إسرائيلي | يورو، فرنك بلجيكي                                                                   |
| الناتج المحلي الإجمالي (بليون دولار)                      | 350.85 مليار                                                        | 492.68 مليار                                                                        |
| الناتج المحلي الإجمالي (تعادل القوة الشرائية) بليون دولار | 306.51 مليار                                                        | 514.74 مليار                                                                        |
| الناتج المحلي الإجمالي الاسمي للفرد دولار أمريكي          | 35.73 ألف                                                           | 40.32 ألف                                                                           |
| الناتج المحلي الإجمالي للفرد دولار أمريكي                 | 36.58 ألف                                                           | 43.44 ألف                                                                           |
| مؤشر التنمية البشرية                                      | 0.899                                                               | 0.890                                                                               |
| رمز المكالمات الدولي                                      | +972                                                                | +32                                                                                 |
| رمز الإنترنت                                              | .il                                                                 | .be                                                                                 |
| المنطقة الزمنية                                           | توقيت إسرائيل، Israel Summer Time ‏                                  | توقيت وسط أوروبا، ت ع م+01:00، ت ع م+02:00، توقيت وسط أوروبا الصيفي، أوروبا/بروكسل ‏ |

## مدن متوأمة
في ما يلي قائمة باتفاقيات التوأمة بين مدن إسرائيلية وبلجيكية:
- ترتبط حيفا مع أنتويرب باتفاقية توأمة منذ 1972.[19][19][20][20]

## منظمات دولية مشتركة
يشترك البلدان في عضوية مجموعة من المنظمات الدولية، منها:
| علم المنظمة | اسم المنظمة                               | تاريخ انضمام إسرائيل | تاريخ انضمام بلجيكا |
| ----------- | ----------------------------------------- | -------------------- | ------------------- |
|             | الاتحاد البريدي العالمي                   | ?                    | ?                   |
|             | مؤسسة التنمية الدولية                     | 22 ديسمبر 1960       | 2 يوليو 1964        |
|             | منظمة التجارة العالمية                    | 21 أبريل 1995        | ?                   |
|             | الأمم المتحدة                             | 11 مايو 1949         | 27 ديسمبر 1945      |
|             | وكالة ضمان الاستثمار متعدد الأطراف        | 21 مايو 1992         | 18 سبتمبر 1992      |
|             | منظمة الشرطة الجنائية الدولية             | ?                    | ?                   |
|             | مؤسسة التمويل الدولية                     | 26 سبتمبر 1956       | 27 ديسمبر 1956      |
|             | البنك الدولي للإنشاء والتعمير             | 12 يوليو 1954        | 27 ديسمبر 1945      |
|             | الاتحاد الدولي للاتصالات                  | 24 يونيو 1948        | 1866                |
|             | منظمة التعاون الاقتصادي والتنمية          | 7 سبتمبر 2010        | ?                   |
|             | الفريق المعني برصد الأرض                  | ?                    | ?                   |
|             | المركز الدولي لتسوية المنازعات الاستشارية | 22 يوليو 1983        | 26 سبتمبر 1970      |
|             | يونسكو                                    | 16 سبتمبر 1949       | 29 نوفمبر 1946      |

## أعلام
هذه قائمة لبعض الشخصيات التي تربطها علاقات بالبلدين:
- إليشا سام (31 مارس 1997 – )
- توم روزنتال (لاعب كرة قدم بلجيكي، 30 سبتمبر 1996 – )
- دانيال زاجفمان (فيزيائي إسرائيلي، 7 يونيو 1959 – )

## وصلات خارجية
- موقع وزارة الخارجية الإسرائيلية
- موقع وزارة الخارجية البلجيكية